# Langensoultzbach
Langensoultzbach je občina v departmaju Bas-Rhin francoske regije Alzacija.
Leta 1990 je v občini živelo 850 oseb oz. 65 oseb/km².